# Artjom Sergejewitsch Galunin
Artjom Sergejewitsch Galunin (russisch Артём Сергеевич Галунин, wiss. Transliteration Artëm Sergeevič Galunin; * 8. Oktober 1999) ist ein russischer Nordischer Kombinierer.

## Werdegang
Galunin gab bei den Nordischen Junioren-Skiweltmeisterschaften 2019 in Lahti sein internationales Debüt. Beim Gundersen-Wettbewerb über fünf Kilometer belegte er Rang 35, ehe er gemeinsam mit Witali Scharschawin, Alexander Milanin und Eduard Schirnow Neunter im Team wurde. Den zweiten Einzelwettkampf über zehn Kilometer schloss er auf dem 27. Platz ab. Am Wochenende des 8. bis 10. Februars debütierte Galunin in Eisenerz im Continental Cup, dem Unterbau zum Weltcup. Er verpasste im Einzel knapp die Punkteränge und belegte in der Staffel den achten Platz. Eine Woche später gewann er im norwegischen Rena seine ersten vier Continental-Cup-Punkte. Im Winter 2019/20 kam Galunin erst am zweiten Januarwochenende zum Einsatz, als er sich erstmals im Weltcup versuchte. Zwar konnte er sich nicht qualifizieren, nahm aber gemeinsam mit Samir Mastijew am Teamsprint teil, den er auf dem 19. und vorletzten Platz beendete. Auch in Oberstdorf überstand er das Ausscheidungsspringen nicht, war aber dennoch Teil der russischen Staffel um Samir Mastijew, Ernest Jachin und Alexander Paschajew, die beim Teamwettbewerb Neunter wurde.
Auch im Winter 2020/21 startete Galunin im Januar in die Saison, dieses Mal zunächst im Continental Cup. Sowohl in Eisenerz als auch in Lahti verfehlte er die Punkteränge. Dennoch war er Teil des russischen Aufgebots bei den Nordischen Skiweltmeisterschaften 2021 in Oberstdorf, wo er schließlich bei zwei der vier Wettbewerbe zum Einsatz kam. So belegte Galunin im Gundersen Einzel von der Normalschanze den 47. Platz und wurde darüber hinaus zwei Tage später gemeinsam mit Alexander Milanin, Samir Mastijew und Wjatscheslaw Barkow als Schlussläufer mit rund achteinhalb Minuten Rückstand auf die Sieger Zehnter in der Staffel. Beim abschließenden Continental-Cup-Wochenende in Nischni Tagil erreichte Galunin an zwei der drei Wettkampftagen die Punkteränge und erzielte dabei mit dem 19. Rang im Finale mit zwei Sprüngen und 15 Kilometer Langlauf sein bis dato bestes Resultat. In der Continental-Cup-Gesamtwertung nahm er den 60. Platz ein.

## Statistik

### Continental-Cup-Platzierungen
| Saison  | Platz | Punkte |
| ------- | ----- | ------ |
| 2018/19 | 92.   | 04     |
| 2020/21 | 60.   | 21     |